# Interferometric modulator display
Das Interferometric modulator display (IMOD, dt. „Bildschirm mit interferometrisch arbeitendem Modulator“) ist eine Bauart digitaler Displays. Die Technik basiert auf dem Prinzip des Fabry-Pérot-Interferometers und wurde von der US-amerikanischen Firma Qualcomm entwickelt. Die mit dieser Technik ausgerüsteten Geräte wurden unter dem Handelsnamen Mirasol vertrieben. Die Displays gehören zur Gruppe der reflektiven Anzeigen, da sie nicht selbstleuchtend sind (siehe auch Elektronisches Papier).

## Funktionsweise
Das Display besteht aus zwei reflektierenden Lagen, deren Abstand zueinander elektrostatisch verändert werden kann. Der Abstand der Lagen ist sehr gering. Zwischen den Lagen tritt optische Interferenz auf. Durch Veränderung des Abstandes kann für einen bestimmten Licht-Wellenlängenbereich konstruktive oder destruktive Interferenz erzeugt werden. Ein Pixel einer bestimmten Farbe wird somit entweder sichtbar (konstruktive Interferenz) oder bleibt dunkel (destruktive Interferenz).

## Vor- und Nachteile
Das Display bietet gegenüber klassischen Flüssigkristalldisplays, aber auch modernen OLED-Displays gewisse Vorteile. Zum einen ist der zu erwartende Energiebedarf sehr gering. Wenn die reflektierenden Lagen einmal ihre gewünschte Position eingenommen haben, ist ihr Zustand stabil, d. h., sie benötigen keine weitere Energie, solange sich das anzuzeigende Bild nicht verändert. Laut Hersteller sind Mirasol-Displays sogar noch energieeffizienter als vergleichbare E-Ink Displays.
Weiterhin wird keine Hintergrundbeleuchtung benötigt, da in normaler Umgebung das Umgebungslicht ausreichend ist. Für Anwendungen in dunklen oder schlecht beleuchteten Umgebungen ist das jedoch nachteilig, da die optionale Nutzung einer Hintergrundbeleuchtung nicht möglich ist.
Laut Angaben des Herstellers ist das Display insbesondere im Vergleich zu Flüssigkristalldisplays sehr schnell (Schaltzeit kleiner als eine Mikrosekunde). Der Hersteller wirbt auch mit besonders guter Lesbarkeit in heller Umgebung, da das Umgebungslicht zum Anzeigen des Bildes verwendet wird und nicht wie bei anderen Displayarten ein Störlicht darstellt.
Ein wirtschaftlicher Vorteil ist, dass vorhandene Fertigungsanlagen für Flachbildschirme mit relativ geringem Kostenaufwand auf IMOD-Herstellung umgerüstet werden können.

## Rezeption
Die Computerzeitschrift Chip zeichnete Miralsol 2010 als eine von zwei „Innovationen des Jahres“ aus (die andere war der Ausbau von Long Term Evolution, LTE, durch die Deutsche Telekom).